# آتیلا توران
آتیلا توران (انگلیسی: Atila Turan؛ زادهٔ ۱۰ آوریل ۱۹۹۲) بازیکن فوتبال اهل فرانسه است.
از باشگاه‌هایی که در آن بازی کرده‌است می‌توان به باشگاه فوتبال قاسم‌پاشا اسپور، باشگاه فوتبال استاد رنس، باشگاه فوتبال بیرامار، باشگاه فوتبال اردواسپور، و باشگاه فوتبال اسپورتینگ پرتغال اشاره کرد.
وی همچنین در تیم‌های ملی فوتبال France national under-16 football team، زیر ۱۷ سال فرانسه، زیر ۱۸ سال فرانسه، زیر ۱۹ سال فرانسه، زیر ۲۱ سال ترکیه، و ترکیه بازی کرده‌است.